# Luis Ortega

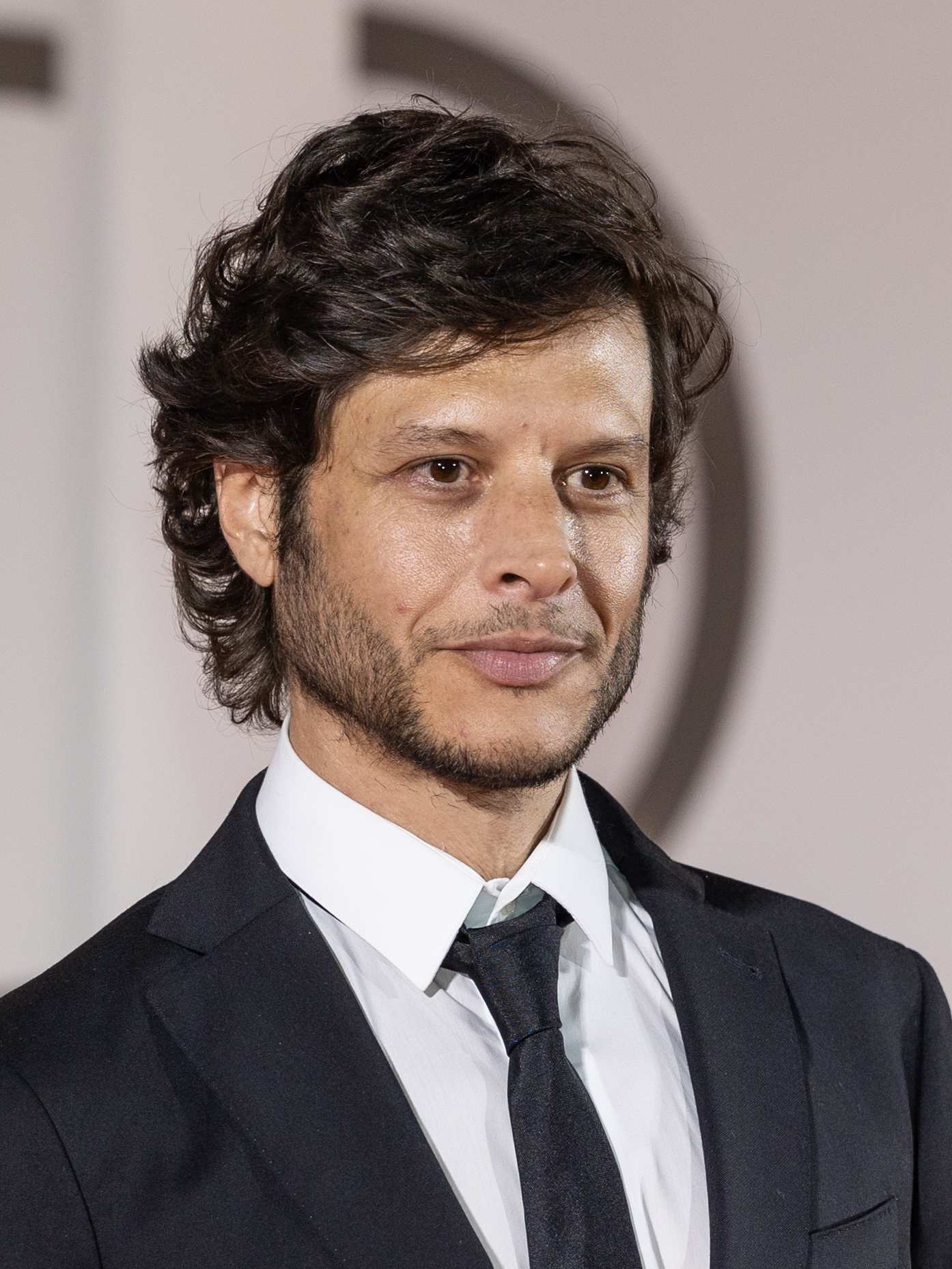
Luis Ortega beim Filmfestival von Venedig 2024

Luis Ortega Salazar (* 12. Juli 1980 in Buenos Aires) ist ein argentinischer Filmregisseur und Drehbuchautor.

## Leben
Der 1980 in Buenos Aires geborene Luis Ortega wurde vor allem bekannt durch seine Regiearbeit für Caja negra und Dromómanos.
Seinen Kriminalfilm Der schwarze Engel stellte er im Mai 2018 bei den Internationalen Filmfestspielen von Cannes vor. Der Film wurde von Argentinien als Beitrag für die Oscarverleihung 2019 in der Kategorie Bester fremdsprachiger Film eingereicht.
Ortega befand sich in einer Beziehung mit Celeste Cid.
Im Jahr 2024 wurde sein Spielfilm Kill the Jockey in den Hauptwettbewerb des Filmfestivals von Venedig eingeladen.

## Filmografie (Auswahl)
- 2002: Caja negra
- 2005: Monobloc
- 2009: Los santos sucios

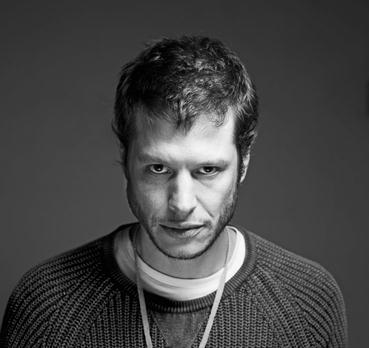
Ortega im Jahr

- 2010–11: Un año para recordar (Fernsehserie, 91 Folgen)
- 2011: Verano maldito
- 2012: Dromómanos
- 2015: Historia de un clan (Fernsehserie, 6 Folgen)
- 2016: El marginal (Fernsehserie, 13 Folgen)
- 2018: Der schwarze Engel (El Ángel)
- 2020: Salomé (Kurzfilm)
- 2021: Narcos: Mexico (Fernsehserie, 2 Folgen)
- 2024: Kill the Jockey

## Auszeichnungen
Academy of Motion Picture Arts and Sciences of Argentina
- 2018: Nominierung als Bester Film (Der schwarze Engel)
- 2018: Nominierung für die Beste Regie (Der schwarze Engel)
- 2018: Nominierung für das Beste Originaldrehbuch (Der schwarze Engel)

Havana Film Festival
- 2018: Nominierung als Bester Film (Der schwarze Engel)

Internationale Filmfestspiele von Cannes
- 2018: Nominierung für die Queer Palm (Der schwarze Engel)
- 2018: Nominierung Un Certain Regard (Der schwarze Engel)[4]

Palm Springs International Film Festival
- 2019: Nominierung für den Cine Latino Award	(Der schwarze Engel)
- 2019: Nominierung für den FIPRESCI-Preis als Bester fremdsprachiger Film (Der schwarze Engel)

San Sebastian Film Festival
- 2018: Nominierung für den Publikumspreis (Der schwarze Engel)
- 2018: Nominierung als Bester Film (Der schwarze Engel)

Internationale Filmfestspiele von Venedig
- 2024: Nominierung für den Goldenen Löwen (Kill the Jockey)